# La papera non fa l'eco
La papera non fa l'eco è stato un varietà televisivo italiano, in onda in prima serata su Rai 2 nel 2014.

## Il programma
Il programma è stato trasmesso dal 17 novembre all'8 dicembre 2014 su Rai 2 ed è stato condotto da Max Giusti.

### Contenuti
La trasmissione tratta di una serie di esperimenti scientifici e di curiosità del mondo della scienza che vengono provate all'interno del programma insieme a degli ospiti in studio.
Durante ogni puntata ci sono quattro momenti cardine che sono:
- Lo faccio per la scienza: il conduttore invita ognuno degli ospiti famosi a immolarsi in diversi esperimenti sia come testimoni che come protagonisti in prima persona dopo ogni spiegazione.
- I filmati: si mostrano dei video contenenti curiosità;
- Un mio amico mi ha detto: il pubblico in studio può porre delle domande curiose a sfondo scientifico;
- Esperimento di Max: il conduttore si mette a disposizione di un esperimento scientifico.

### Puntate
| Puntata | Messa in onda    | Telespettatori | Share | Ospiti                                                                               |
| ------- | ---------------- | -------------- | ----- | ------------------------------------------------------------------------------------ |
| 1       | 17 novembre 2014 | 1 445 000      | 5,36% | Vladimir Luxuria, Enzo Iacchetti, Ariadna Romero e Roberto Giacobbo                  |
| 2       | 24 novembre 2014 | 1 230 000      | 4,61% | Giobbe Covatta, Moreno, Katia Follesa, Nicola Savino e Ariadna Romero                |
| 3       | 1º dicembre 2014 | 1 155 000      | 4,19% | Pamela Camassa, Andrea Lo Cicero, Dario Cassini ed Enzo Iacchetti                    |
| 4       | 8 dicembre 2014  | 1 145 000      | 4,30% | Rosita Celentano, Katia Follesa, Dario Vergassola, Max Tortora ed Elisa Di Francisca |
| Media   | Media            | 1 243 000      | 4,61% |                                                                                      |